# (525) Аделаида
(525) Аделаида (лат. Adelaida) — астероид главного пояса, который принадлежит к спектральному классу S. Он был открыт 21 октября 1908 года американским астрономом Джоэлом Меткалфом в Тонтоне, штат Массачусетс, США и назван в честь немецкой принцессы Аделаиды Саксен-Мейнингенской, супруга короля Вильгельма IV.

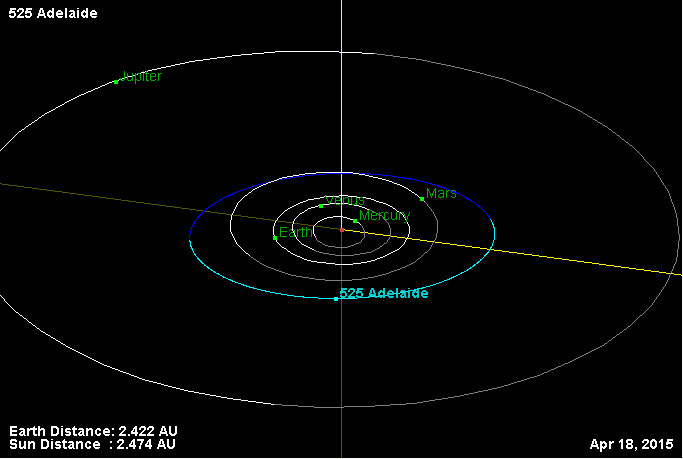
Орбита астероида Аделаида и его положение в Солнечной системе

## История открытия
Изначально 14 марта 1904 года немецким астрономом Максом  Вольфом был открыт (и вскоре потерян) астероид, получивший временное обозначение A904 EB, который он назвал (525) Аделаида. Но несколько лет спустя 3 октября 1930 бельгийский астроном Сильвен Арен открыл астероид 1930 TA и назвал его (1171) Руставелия, однако, в 1958 году выяснилось, что это один и тот же объект. В итоге первенство открытия присудили Сильвену Арену, а имя «Аделаида» было присвоено другому объекту — 1908 EKa, который был открыт 21 октября 1908 Джоэлем Гастингсом Меткалфом.